# 水谷智佳
水谷 智佳（みずたに ちか、1981年7月18日 - ）は、日本の元プロボクサー。宮田ボクシングジム所属。右ボクサーファイター。初代OPBF東洋太平洋女子スーパーフェザー級王者。初代ABCO女子同級王者（JBC非公認）。富士見高等学校、文教大学教育学部卒。静岡県熱海市出身。

## 来歴

### JWBC
大学在学中、友人の誘いでボクシング観戦して興味を持ち、その友人が通う宮田ジムに入門。
JWBC時代の2006年6月10日、同ジム女子第1号として真保輝子戦でデビュー。
2007年11月9日、中国・丹東市で開催されたPABA女子フェザー級王座決定戦で元世界王者高麗君と対戦し、判定負けで王座獲得ならず。

### JBCデビュー
2008年にJBC第1回プロテストを受験。B級ライセンスを取得。7月30日に代々木第一体育館で行われた坂田健史・内藤大助ダブルタイトルマッチのアンダーカードでJBCデビュー。ノンメイ・ルークサイコンディンに2回TKO勝ち。
2008年9月28日、ディファ有明で楊鈺瑩と対戦し、2-1の判定勝ち。
2008年12月23日、両国国技館で開かれた3大タイトルマッチのアンダーカードとして金智娟と対戦し、2-1の判定勝ち。
2009年5月26日に上海で内藤 vs. 熊朝忠のアンダーカードとして楊と初代OPBF女子東洋太平洋スーパーフェザー級王座決定戦を戦う予定だったが、興行が中止になり、同王座決定戦は日本開催として7月7日後楽園ホールに延期された。
その後、楊鈺瑩がアマチュア復帰の意向を示したため、相手がまだプロで1戦しか経験していない楊瑩に変更され、さらにその相手が計量失敗によりノンタイトルに変更された。試合は初回TKO勝ち。この試合が水谷とって初のメインイベントであり、かつ初の後楽園での試合であった。

### 東洋太平洋王座獲得
2010年3月9日、金智娟相手に同王座決定戦に挑む（大久保雅史 vs. ロッキー・フエンテスとのダブル東洋太平洋戦として）。オープンスコアで劣勢だったものの、8回TKO勝ちで初代王座を獲得した。敗れた金はこの試合を最後に引退し、総合格闘技に転向した。

### 世界初挑戦
2010年7月17日、韓国・忠南清道礼山郡にてWBA女子世界スーパーフェザー級暫定王座決定戦に挑むが、金孝玟に0-3の判定で敗れプロ2敗目、JBCでは初敗北。
2010年12月19日、中国・雲南省昆明にてシェン・ダンユエと空位のABCO女子スーパーフェザー級王座を争う。6回でダウンを奪い、2-1判定で勝利。OPBFに続き2本目のベルトを獲得した。なお、ABCOはWBC傘下のアジア地域を統括するプロボクシング団体で、ABCO王座はJBC非公認の地域王座である（日本がABCOに非加盟だというだけではなく、ABCOと同じWBC傘下のOPBFの本部国である為）。日本の選手によるABCO王座獲得はクレイジー・キムに次いで2人目で女子は初。同王座は防衛戦をするこなく2012年までに返上している。
2011年4月4日、OPBF東洋太平洋女子ライト級王者の風神ライカと61.7kg契約のノンタイトルを戦うが4回、自身初のKO負けを喫する。
2011年8月10日、井岡一翔 vs. ファン・エルナンデスのアンダーカードでグランサク・ノンタブリを3回TKOで降す。
2012年1月26日、粉川拓也 vs. 池原繁尊の日本王座決定戦のアンダーカードとしてOPBF東洋太平洋女子フェザー級3位のペットラムドゥアン・ウォーポーサクタイと対戦し判定勝利。この試合はTBSチャンネルで中継された。
2012年4月26日、粉川 vs. 林徹磨の日本タイトルマッチのアンダーカードとしてノングプレム・モンソンジムに3回TKO勝利。
2012年10月31日、粉川 vs. 山口桂太の日本タイトルマッチのセミ前でムエイレック・ゴーナロンサービスに1回TKO勝利。
2013年2月27日、粉川 vs. 池原2の日本タイトルマッチのアンダーカードとしてグランサック・ノンタブリーと対戦。2回TKO勝利。

### 世界再挑戦
2013年6月15日、アルゼンチン・ブエノスアイレスにてWBC女子世界ライト級王者エリカ・ファリアスと対戦し、0-3の判定負けを喫し王座獲得に失敗した。
2015年5月23日、韓国・聞慶市でWBA女子世界スーパーフェザー級王者崔賢美に挑戦。しかし、0-3の判定で敗れ4度目の世界挑戦も実らなかった。
2016年3月6日、とどろきアリーナにて元東洋太平洋女子バンタム級王者三好喜美佳相手に対戦相手が見つからず獲得から6年経過した東洋太平洋女子スーパーフェザー級王座の初防衛に挑むが、0-3（73-79×2、72-80）の大差判定で敗れ王座陥落。
2018年8月15日、韓国で2年5か月ぶりの試合としてシン・ボミリと対戦するが、5回TKO負け
2019年5月31日、タイでジャシタ・ヨタワンと対戦し、1回KOで下し6年ぶりの勝利を挙げた
2022年12月1日、後楽園ホールにて公式戦としては3年半ぶり、国内では6年ぶりの試合として1学年上の東洋太平洋フェザー級王者藤原芽子とノンタイトル6回戦。しかし、1-2の判定で敗れる。

### 引退
2022年12月4日、インスタグラム上で引退を表明。

## 戦績
- JBC公認前: 5戦 3勝 2敗
- JBC公認後: 19戦 12勝 6KO 7敗

| 戦           | 日付           | 勝敗 | 時間    | 内容    | 対戦相手                               | 国籍         | 備考                                        |
| ------------ | -------------- | ---- | ------- | ------- | -------------------------------------- | ------------ | ------------------------------------------- |
| 1            | 2006年6月10日  | ☆    | 4R      | 判定3-0 | 真保輝子(カドエビGC)                   | 日本         | プロデビュー戦                              |
| 2            | 2006年10月29日 | ☆    | 4R      | 判定2-0 | 真保輝子(カドエビGC)                   | 日本         |                                             |
| 3            | 2007年4月15日  | ☆    | 4R      | 判定3-0 | チョン・ヒョンスク                     | 韓国         |                                             |
| 4            | 2007年6月23日  | ★    | 10R     | 判定0-3 | ウ・ジヘ                               | 韓国         | IFBAスーパーフェザー級タイトルマッチ        |
| 5            | 2007年11月9日  | ★    | 10R     | 判定0-3 | 高麗君                                 | 中国         | PABA女子フェザー級タイトルマッチ            |
| 6            | 2008年7月30日  | ☆    | 2R 1:58 | TKO     | ノンメイ・ルークサイコンディン         | タイ         |                                             |
| 7            | 2008年9月28日  | ☆    | 6R      | 判定2-1 | 楊鈺瑩                                 | 中国         |                                             |
| 8            | 2008年12月23日 | ☆    | 6R      | 判定2-1 | 金智娟                                 | 韓国         |                                             |
| 9            | 2009年7月7日   | ☆    | 1R 1:41 | TKO     | 楊瑩                                   | 中国         |                                             |
| 10           | 2010年3月9日   | ☆    | 8R 0:43 | TKO     | 金智娟                                 | 韓国         | OPBF女子スーパーフェザー級王座決定戦        |
| 11           | 2010年7月17日  | ★    | 10R     | 判定0-3 | 金孝玟                                 | 韓国         | WBA女子スーパーフェザー級暫定王座決定戦     |
| 12           | 2010年12月19日 | ☆    | 10R     | 判定2-1 | シェン・ダンユエ                       | 中国         | ABCO女子ライト級王座決定戦                  |
| 13           | 2011年4月4日   | ★    | 4R 1:54 | KO      | 風神ライカ(竹原&畑山)                  | 日本         |                                             |
| 14           | 2011年8月10日  | ☆    | 3R 1:08 | TKO     | グランサク・ノンタブリ                 | タイ         |                                             |
| 15           | 2012年1月26日  | ☆    | 8R      | 判定3-0 | ペットラムドゥアン・ウォーポーサクタイ | タイ         |                                             |
| 16           | 2012年4月26日  | ☆    | 3R 0:57 | TKO     | ノングプレム・モンソンジム             | タイ         |                                             |
| 17           | 2012年10月31日 | ☆    | 1R 1:59 | TKO     | ムエイレック・ゴーナロンサービス       | タイ         |                                             |
| 18           | 2013年2月27日  | ☆    | 2R      | TKO     | グランサック・ノンタブリー             | タイ         |                                             |
| 19           | 2013年6月15日  | ★    | 10R     | 0-3判定 | エリカ・ファリアス                     | アルゼンチン | WBC女子世界ライト級タイトルマッチ           |
| 20           | 2015年5月23日  | ★    | 10R     | 0-3判定 | 崔賢美                                 | 韓国         | WBA女子世界スーパーフェザー級タイトルマッチ |
| 21           | 2016年3月6日   | ★    | 8R      | 0-3判定 | 三好喜美佳(川崎新田)                   | 日本         | OPBF女子スーパーフェザー級王座陥落          |
| 22           | 2018年3月6日   | ★    | 5R      | TKO     | シン・ボミリ                           | 韓国         |                                             |
| 23           | 2019年5月31日  | ☆    | 1R      | KO      | ジャシタ・ヨタワン                     | タイ         |                                             |
| 24           | 2022年12月1日  | ★    | 6R      | 1-2判定 | 藤原芽子(真正)                         | 日本         |                                             |
| テンプレート |                |      |         |         |                                        |              |                                             |

## 獲得タイトル
- 初代OPBF東洋太平洋女子スーパーフェザー級王座（防衛0=陥落）
- 初代ABCO女子スーパーフェザー級王座（防衛0=返上）